# 髙岡望

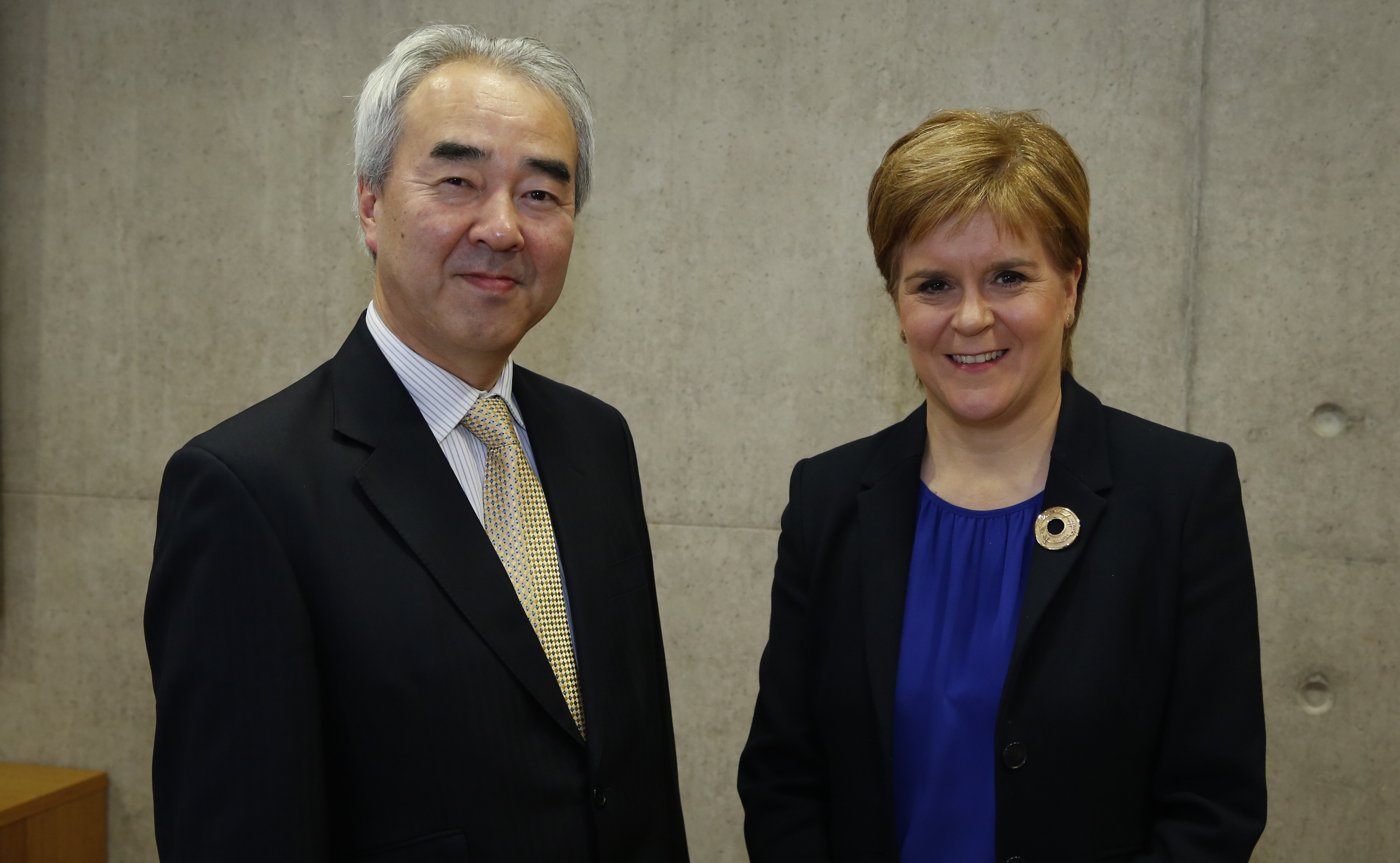
エディンバラ総領事時代の髙岡望（左）とスコットランド自治政府首相のニコラ・スタージョン

髙岡 望（たかおか のぞむ、1959年〈昭和34年〉7月30日 - ）は、日本の外交官。千葉県出身。
在ヒューストン総領事、在エディンバラ総領事などを経て、2021年10月から2024年1月にかけて駐カメルーン兼チャド大使（2022年1月以降は兼中央アフリカ共和国大使）を務めた。

## 略歴
- 1982年3月　東京大学教養学部教養学科卒業
- 1982年4月　外務省入省
- 1998年7月　大臣官房総務課企画官
- 1998年7月　内閣官房内閣内政審議室 兼 中央省庁等改革推進本部事務局 企画官（～2000年6月まで）
- 2000年1月　大臣官房総務課査察室長
- 2001年4月　大臣官房文化交流部人物交流課長
- 2002年8月　在イタリア日本国大使館 参事官
- 2006年8月　法務省入国管理局登録管理官
- 2008年8月　外務省 在スウェーデン日本国大使館 公使
- 2011年1月　在イラン日本国大使館 公使
- 2013年8月　在ヒューストン日本国総領事館 総領事
- 2015年12月　独立行政法人中小企業基盤整備機構 業務統括役
- 2018年9月　在エディンバラ日本国総領事館 総領事
- 2021年10月　カメルーン国兼チャド国駐箚 特命全権大使
- 2022年1月　兼中央アフリカ国駐箚
- 2024年1月　依願免職

## 同期
- 秋葉剛男（21年国家安全保障局長・18年外務事務次官）
- 伊藤伸彰（16年ウズベキスタン大使）
- 岡浩（21年エジプト大使・19年マレーシア大使・16-17年トルコ大使）
- 斎木尚子（17年外務省研修所長・15年国際法局長）
- 嶋崎郁（20年ヨルダン大使・17年チェコ大使）
- 能化正樹（21年駐スウェーデン大使・18年駐エジプト大使）
- 髙岡望（21年カメルーン大使）
- 髙瀨寧（21年ラトビア大使・17年メキシコ大使・14年中南米局長）
- 林肇（20年英国大使・19年内閣官房副長官補・17年ベルギー大使）
- 引原毅（19年ウィーン代表部大使・15年ラオス大使）
- 藤村和広（22年フィンランド大使・18年キューバ大使）
- 星山隆（22年ボツワナ大使）
- 柳秀直（20年ドイツ大使・17年ヨルダン大使）
- 新井辰夫（18年セネガル大使・15年ジブチ大使）
- 岩藤俊幸（17年ジンバブエ大使）
- 倉光秀彰（21年モロッコ大使・18年コートジボワール大使）
- 中山泰則（20年ギリシャ大使）
- 平木塲弘人（18年外務省研修所副所長）
- 山田淳（2021年カザフスタン大使・2018年アルメニア大使）
- 山本条太（21年オマーン大使・19年関西担当大使・16年フィンランド大使）
- 松田邦紀（2021年ウクライナ大使・2018年パキスタン大使）